# خشب مصدق

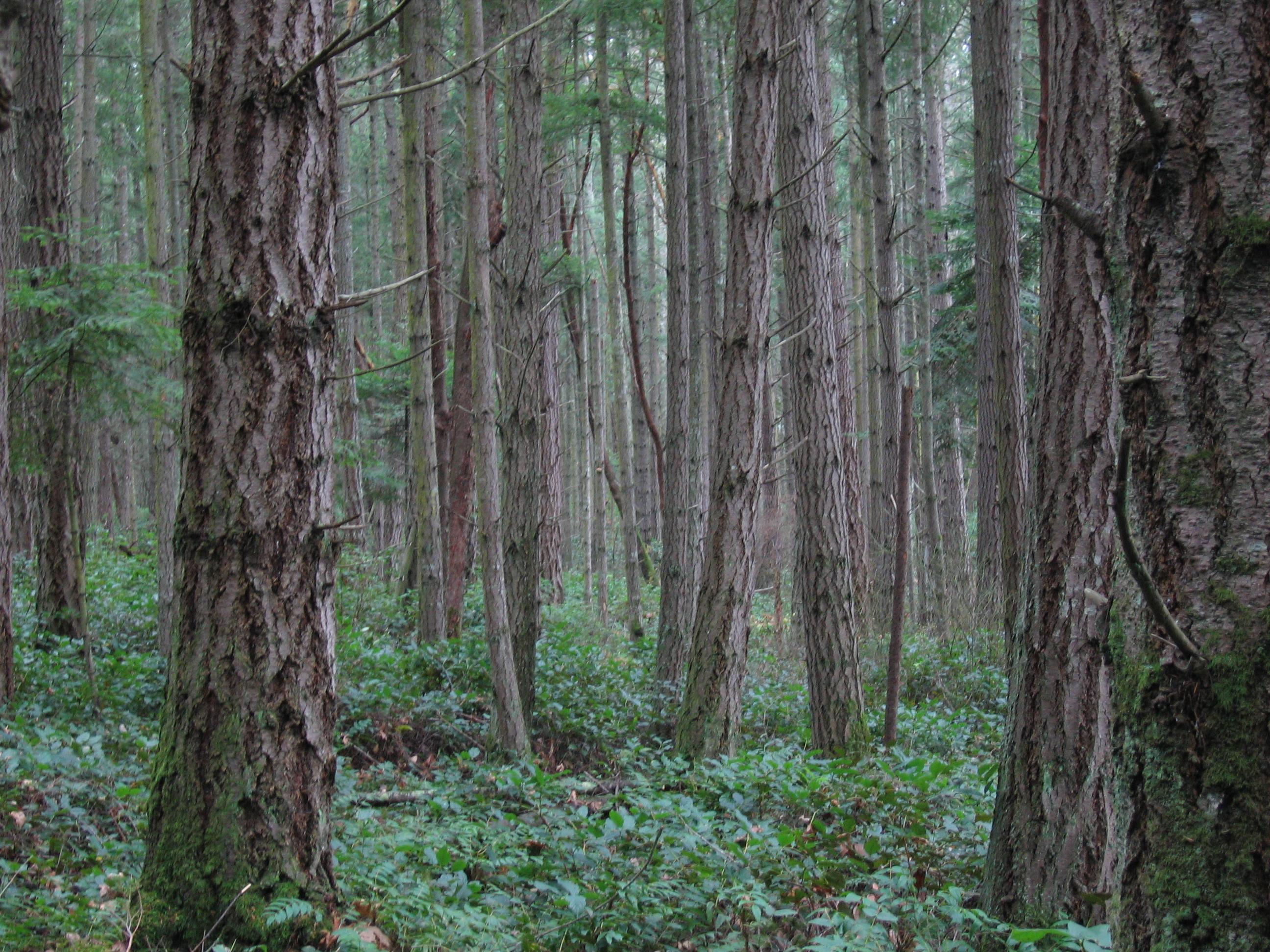
غابة مُدارة في جزيرة سان خوان في ولاية واشنطن.

تأتي المنتجات الخشبية والورقية المعتمدة والمُصدقة من غابات مدارة بشكل مسؤول - كما هو محدد بواسطة معيار معين. من خلال شهادة الغابات من جهة خارجية، تقوم منظمة مستقلة بتطوير معايير الإدارة الجيدة للغابات، ويقوم المدققون المستقلون بإصدار شهادات لعمليات الغابات التي تتوافق مع تلك المعايير.
تتطلب برامج إصدار الشهادات للغابات عادةً أن تتوافق ممارسات إدارة الغابات مع القوانين القائمة. تشمل المتطلبات أو الخصائص الأساسية الأخرى لبرامج إصدار الشهادات للغابات ما يلي:
تشمل المتطلبات الأساسية لبرامج الشهادات الحرجية الموثوقة ما يلي:
- حماية التنوع البيولوجي والأنواع المعرضة للخطر وموائل الحياة البرية ؛ مستويات الحصاد المستدام ؛ حماية جودة المياه ؛ والتجديد الفوري (مثل إعادة الزرع وإعادة التحريج).
- عمليات تدقيق شهادات الجهات الخارجية التي تقوم بها هيئات منح الشهادات المعتمدة.
- ملخصات تدقيق الشهادات المتاحة للجمهور.
- مشاركة أصحاب المصلحة المتعددين في عملية وضع المعايير.
- عملية الشكاوى والطعون.[2]

## البرامج
يوجد اليوم أكثر من 50 برنامجًا للشهادات حول العالم  تتناول العديد من أنواع الغابات والحيازة في جميع أنحاء العالم. أكبر برنامجين دوليين لإصدار الشهادات للغابات هما مجلس رعاية الغابات (FSC) وبرنامج التصديق على الغابات (PEFC).
PEFC هو أكبر إطار لإصدار الشهادات من حيث مساحة الغابات ، مع ما يقرب من ثلثي إجمالي المساحة المعتمدة. برنامج FSC هو الأسرع نموا.
كانت شهادة الغابات من طرف ثالث رائدة في أوائل التسعينات من قبل FSC، وهو تعاون بين المنظمات غير الحكومية البيئية وشركات المنتجات الحرجية والمصالح الاجتماعية. ظهرت الأنظمة المتنافسة بسرعة في جميع أنحاء العالم. اقترح بعض المعلقين، بما في ذلك جاريد دايموند، أن العديد من المعايير المتنافسة تم وضعها من قبل شركات تسجيل الدخول التي تهدف على وجه التحديد إلى إرباك المستهلكين بمعايير منافسة أقل صرامة ولكنها مشابهة للمنافسة.